# 프리드리히 니체의 철학

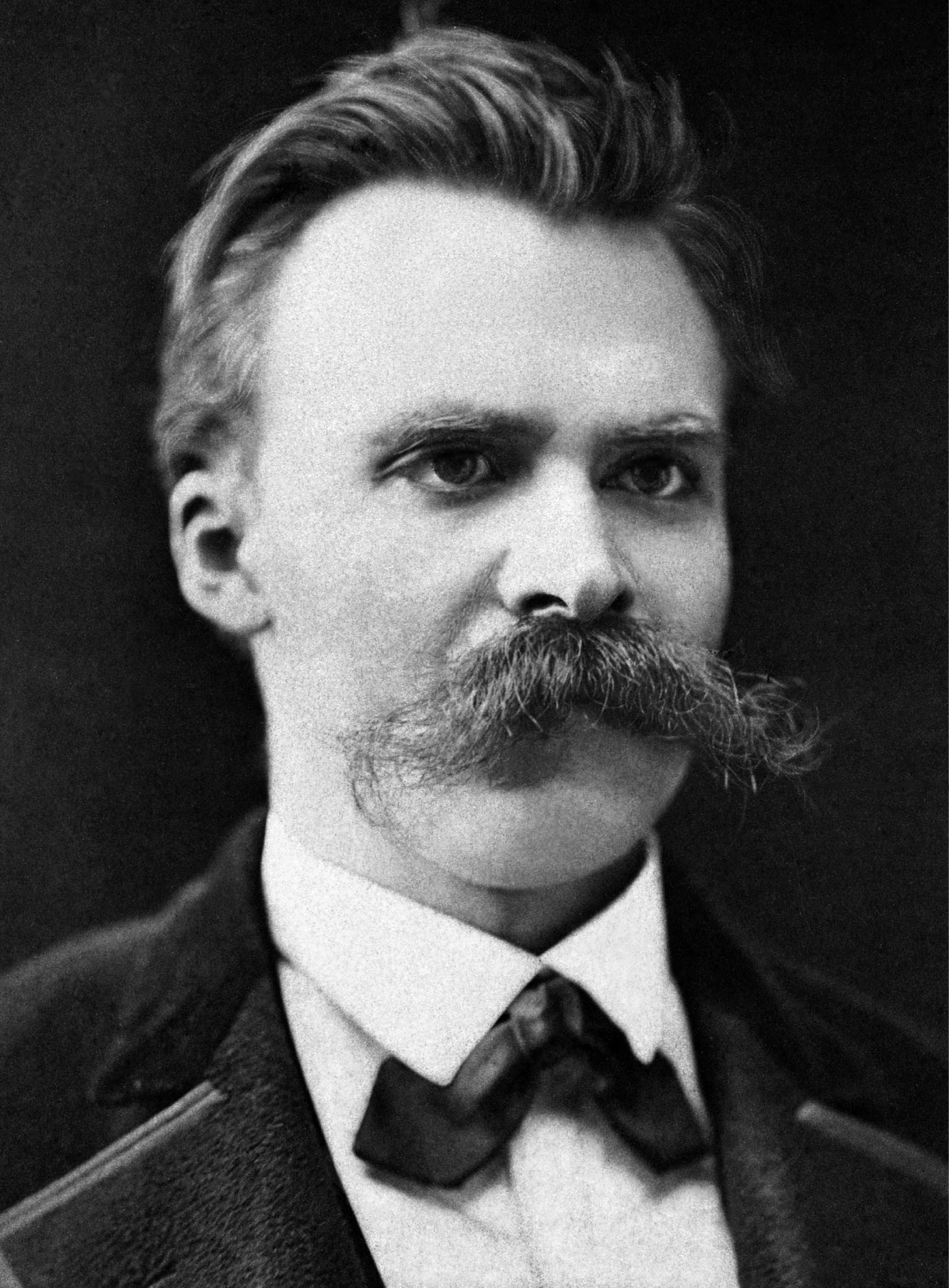
니체 c. 1875

프리드리히 니체(1844~1900)는 19세기 후반에 자신의 철학을 발전시켰다. 그는 아르투어 쇼펜하우어의 의지와 표상으로서의 세계(1819, 1844년 개정)을 읽고 철학적 관심을 갖게 되었고, 쇼펜하우어를 자신이 존경하는 몇 안 되는 사상가 중 한 명으로 여겼다. 그는 1874년 반시대적 고찰 중 하나로 출판된 자신의 논문 교육자로서의 쇼펜하우어를 쇼펜하우어에게 바쳤다.
20세기 초부터 니체철학은 전세계에 지적이고 정치적으로 큰 영향을 미쳤다. 니체는 도덕, 종교, 인식론, 시, 존재론, 사회비판과 같은 주제에 몰두했다. 니체의 연상적인 스타일과 종종 터무니없는 주장 때문에 그의 철학은 사랑에서 혐오에 이르기까지 열정적인 반응을 불러일으킨다. 니체는 자서전 이 사람을 보라에서 자신의 철학이 시간이 지남에 따라 발전하고 진화했기에 해석자들이 한 작품의 핵심개념을 다른 작품의 핵심개념과 연결하는데 어려움을 겪었다고 언급했다. 가령, 영원회귀의 사상은 차라투스트라는 이렇게 말했다에서 많이 등장하나 다음 책인 선악의 저편에서는 거의 전혀 등장하지 않는다. 이러한 어려움에 더해 니체는 자신의 사상을 체계로 발전시키는 데 관심이 없는 것처럼 보였고, 심지어 선악의 저편에서의 시도를 폄하하기까지 했다는 사실이 있다.
그러나 그의 사상에서 공통적인 주제를 확인하고 논의할 수 있다. 그의 초기작은 예술에서 아폴론적 충동과 디오니소스적 충동의 대립을 강조했고, 디오니소스의 모습은 그의 후속 사상에서도 역할을 계속했다. 다른 주요 흐름으로는 권력의지, 신은 죽었다는 주장, 주인과 노예의 도덕의 구분, 급진적 관점주의가 있다. 다른 개념은 드물게 등장하거나 한두 개의 주요 작품에 국한되나 니체철학의 중심으로 간주되는데, 가령 위버멘쉬(Übermensch)와 영원회귀 사상이 있다. 그의 후기 작품에서는 기독교와 기독교 도덕에 대한 지속적인 공격이 포함됐으며, 그는 자신이 모든 가치의 재평가라고 부르는 것을 향해 나아가는 것처럼 보였다. 니체는 대중의 마음속에서 종종 운명론과 허무주의와 연관되나, 니체 자신은 자신의 프로젝트를 아르투어 쇼펜하우어의 염세주의를 극복하려는 시도로 봤다.

## 허무주의와 신은 죽었다
니체는 "신은 죽었다"는 명제로 자신의 진단을 개념화했는데, 이 명제는 그의 저서 즐거운 학문 108장에 처음 등장하고, 125장에는 "광인"의 우화와 함께 다시 등장하며, 차라투스트라는 이렇게 말했다에서 더욱 유명해졌다. 일반적으로 따옴표로 묶인 이 명제는 니체가 서구 문화가 고전 그리스 철학과 기독교에 기반을 둔 전통적 토대가 돌이킬 수 없이 붕괴된 상황에서 직면하고 극복해야한다고 주장했던 위기를 강조했다.
니체는 선악의 저편의 격언 55번과 56번에서 종교적 잔혹함의 사다리에 대해 얘기하는데, 이는 기독교의 지적 양심에서 허무주의가 어떻게 출현했는지를 보여준다. 허무주의는 "신"이 우리 삶에 가져다주는 의미를 희생하는 것이다. 니체는 격언 56번에서 영원회귀라는 관념을 통해 삶의 완전한 무의미함을 재확인함으로써 삶의 무의미함에서 벗아는 방법을 설명한다.
즐거운 지식의 격언 143에서 그는 다신교의 개인화하는 자기창조의 가치들의 가장 큰 유용성을 칭찬한다. 그는 다음과 같이 말한다.

신, 영웅, 모든 종류의 초인, 그리고 동등한 인간과 하인, 난쟁이, 요정, 켄타우로스, 사티로스, 악마, 마귀를 만든 것은 개인의 이기심과 주권을 정당화하는 데 있어서 헤아릴 수 없을 만큼 중요한 예비 단계였다. 다른 신들과 관련하여 한 신에게 허락되었던 자유는 마침내 법, 관습, 이웃과 관련하여 개인에게 주어졌다.

권력에의 의지 1034절에서 그는 자신을 이교도라고 직접 선언했고 이교도의 신앙이 무엇인지 이해하는 최초의 사람 중 하나라고 주장했다.

도덕이 정화된 세상에서 다시 한번 감히 살아가려는 우리, 신앙의 이교도들, 우리는 아마도 이교도 신앙이 무엇인지 이해하는 최초의 사람들일 것이다. 인간보다 더 고상한 피조물을 상상해야하나, 선악을 초월하는 존재를 상상해야한다는 것, 모든 고상한 존재를 부도덕한 존재로 평가해야한다는 것 말이다. 우리는 올림포스를 믿으나, "십자가에 매달린 인간"을 믿지 않는다.

## 권력의지와 영원회귀 사상
적어도 마르틴 하이데거 이래 권력의지, 위버멘쉬, 그리고 영원회귀 사상이라는 개념은 불가분의 관계에 있었다. 하이데거의 해석에 의하면, 하나는 다른 하나 없이는 생각할 수 없다. 나치 독일 시절, 알프레트 바움러는 영원회귀가 단지 "실존적 경험"일 뿐이며, 진지하게 받아들인다면 "권력의지"의 가능성을 위태롭게 할 것이라고 주장하며 이 개념들을 분리하려했다. 나치는 이를 의도적으로 "지배의지"로 오해했다. 바움러는 "권력의지"를 사회진화론적 관점에서 해석하려했으나, 하이데거는 1930년대 니체 강의에서 이런 해석을 반박했다.
하이데거의 독해가 주석가들 사이에서 우세해졌지만, 일부는 이를 비판했다: 마치노 몬티나리는 그것이 니체의 모든 뉘앙스와는 거리가 먼 "거시적 니체"의 모습을 만들어내고 있다고 선언했다.

### 권력의지
"권력의지"(Wille zur Macht)는 니체가 창안한 개념의 이름이고, 그가 결국 쓰지 않기로 결정한 과거에 계획된 책의 제목이며, 그의 노트에서 엮어 그의 여동생과 페터 가스트가 의심스러운 상황 속에서 사후에 출판한 책의 제목이다.
이 책은 "유럽 허무주의", "지금까지의 최고 가치 비판", "새로운 평가의 원칙", "규율과 교양"이라는 제목의 네 권으로 구성돼있다. 이 책들은 약 1067개의 작은 부분으로 구성돼있으며, 대개 원래 모양을 하고 있고, 때로는 핵심 구절만 있는 경우도 있다. 서문에 나오는 그의 서두처럼 말이다. "위대한 것에 대해서는 침묵하거나 위대하게 말해야한다. 위대함이란 냉소적으로 그리고 순수하게 말하는 것이다."
엘리자베스 푀르스터니체의 허위 주장(1937년 조르주 바타유에 의해 강조됐고 1960년대에 마치노 몬티나리와 조르조 콜리가 니체의 사후 단편 전집을 출판하여 증명됨)에도 불구하고, 그의 노트는 그의 자매가 제공한 형태일지라도 니체철학과 모든 가치에 대한 그의 미완성된 재평가에 대한 중요한 통찰로 남아있다. 몬티나리와 콜리의 저작 영어판이 곧 출간될 예정이다(이탈리아어, 독일어, 프랑스어로 수십년간 존재함).
"권력에의 의지"는 니체 미학 전체의 임시적 윤곽을 담고 있다. 이는 그가 예술적 황홀경이라는 개념을 확립한 예술생리학에 대한 시도로 묘사돼왔다. 허무주의에 대한 반동으로 여겨지는 이 현상은 니체에게 삶의 형태뿐만 아니라 향상을 위한 근본적인 조건을 낳는 힘이다.

### 위버멘쉬

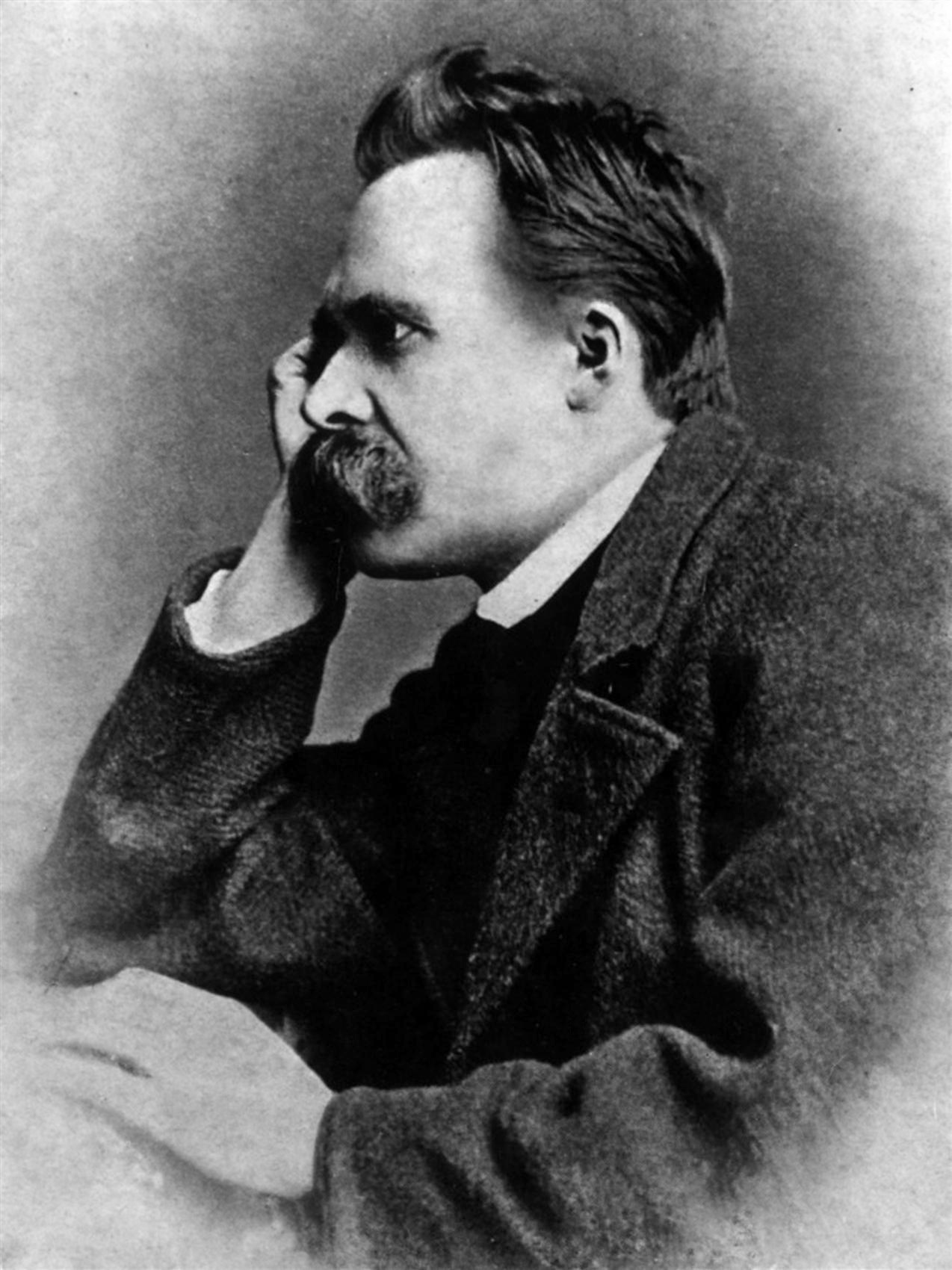
프리드리히 빌헬름 니체

니체는 그의 저작 전반에 걸쳐 자신의 철학 사상을 따를만한 위대한 인간, 즉 "고차원의 유형"에 대해 이야기한다. 니체는 이러한 이상적 인간들을 "미래의 철학자", "자유로운 정신", "비극 예술가", "위버멘쉬"와 같은 용어로 부른다. 니체는 이러한 이상적 인간들을 매우 창의적이고, 용감하며, 강력하고, 극히 드문 존재로 묘사한다. 그는 이런 존재들을 나폴레옹, 괴테, 베토벤처럼 매우 드물고 종종 천재로 여겨지지 않았던 역사적 인물들과 비교한다. 그는 천재적 문화의 대표적 예로 고대 그리스를 꼽는다.
니체는 차라투스트라는 이렇게 말했다에서 위버멘쉬(Übermensch, 흔히 "극복인" 또는 "초인"으로 번역됨)를 인류가 스스로 설정할 수 있는 목표로 제시한다. 니체의 초인에 대한 해석은 매우 다양하나, 차라투스트라는 이렇게 말했다에서 발췌한 그의 몇가지 인용문을 소개한다.

나는 너에게 초인(Übermensch)을 가르쳐 줄 것이다. 인간은 극복되어야 할 존재다. 너는 인간을 극복하기 위해 무엇을 했는가?... 지금까지 모든 존재는 자신을 초월하는 무언가를 창조해 왔다. 그런데 너는 이 거대한 흐름의 썰물이 되고, 인간을 극복하기보다는 짐승으로 돌아가고 싶은가? 원숭이는 인간에게 무엇인가? 웃음거리나 이미 자리 잡은 곤경일 뿐이다. 그리고 인간은 초인에게 바로 그것이 될 것이다. 웃음거리나 고통스러운 곤경일 것이다. 너는 벌레에서 인간으로 나아갔고, 네 안에는 여전히 벌레의 흔적이 많이 남아 있다. 한때 너는 원숭이였고, 지금도 인간은 어떤 원숭이보다도 더 원숭이다... 초인이란 대지의 의미다. 네 의지가 말하게 하라: 초인이란 대지의 의미가 될 것이다 ... 인간은 짐승과 초인 사이에 묶인 밧줄, 심연 위에 놓인 밧줄이다... 인간의 위대한 점은 그가 다리이지, 끝이 아니라는 것이다...

### 운명애와 영원회귀

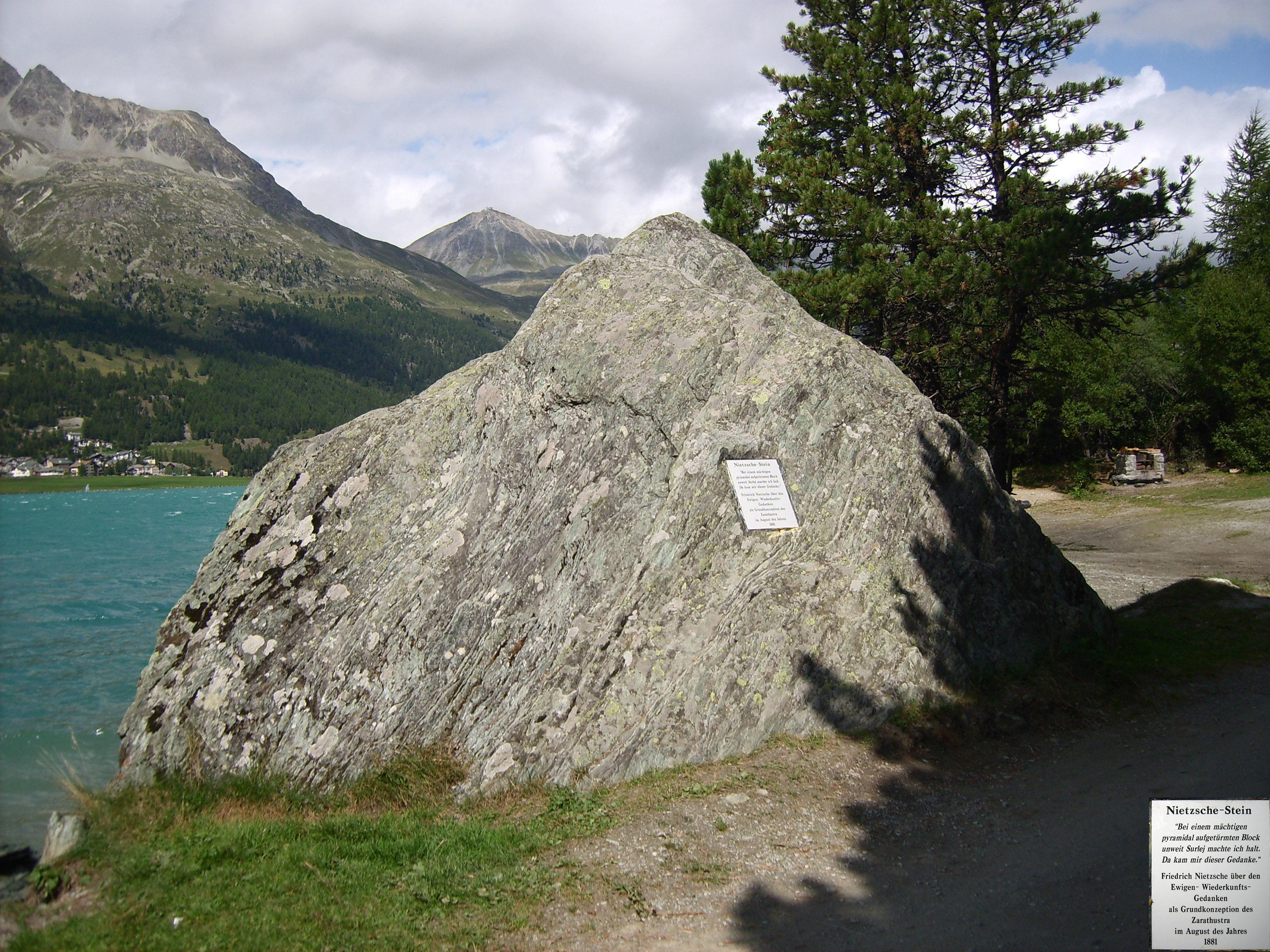
니체가 영원회귀라는 개념을 생각해 낸 실바플래나 호수의 바위.

니체는 하인리히 하이네의 저작에서 영원회귀라는 개념을 접했을 가능성이 있다. 하이네는 언젠가 사람은 자신과 같은 사고과정을 갖고 태어나고, 이는 다른 모든 개인에게도 적용된다고 추측했다. 니체는 하이네를 존경했지만, 이 개념과 관련해 하이네를 언급한 적은 없다. 니체는 자신의 이론을 즐거운 학문에서 제시했고, 차라투스트라는 이렇게 말했다에서 이를 더욱 발전시켰다. 쇼펜하우어는 이 이론에 직접적 영향을 미쳤다.
니체의 영원회귀에 대한 견해는 흄의 견해와 유사하다. "맹목적이고 무의미한 변화, 즉 물질과 법칙의 혼란스럽고 무의미한 혼합이 필연적으로 시간을 통한 진화를 통해 우리 삶의 의미있는 이야기들을 낳을 세계를 낳을 것이라는 생각이다. 영원회귀라는 이 생각은 그의 허무주의의 초석이 됐고, 따라서 실존주의의 토대가 됐다." 니체가 자신의 생각을 과학적 가설로 봤는지, 아니면 개인의 삶에 대한 긍정을 시험하기 위한 단순 사고실험으로 봤는지는 불분명하다. 그는 자연과학에 관심있었고 우주론과 열역학에서 관련된 주제들을 읽었지만, 그의 과학적 주장 대부분은 미발표된 채 남아있다. 신뢰할 수 없는 출처로 여겨지는 루 살로메에 의하면, 니체는 자신의 생각을 증명하기 위해 비엔나나 파리에서 자연과학을 공부할 계획이었다. "니체는 영원회귀에 대한 그의 주장을 삶의 부조리 혹은 무의미함을 입증하는 것으로, 우주에 아무런 의미도 부여되지 않았다는 것을 증명하는 것으로 여겼다."

어느 날 밤이나 낮이나 당신의 가장 외로운 고독 속에서 악마가 기어와 "네가 살고, 또 살아온 이 삶을 너는 다시 살아야하고, 그보다 더 많은 시간을 살아야 한다. 그리고 그 삶에는 새로운 것이 하나도 없을 것이다. 모든 고통과 모든 기쁨, 모든 생각과 모든 산숨, 네 삶 속의 형언할 수 없이 작은 것과 큰 것 모두가 똑같은 순서와 연쇄로 다시 네게 와야한다… 영원한 모래시계는 계속해서 돌아갈 것이다. 그리고 먼지의 먼지인 너도 함께 돌아갈 것이다!"라고 말한다면 어떨까? 당신은 엎드려서 이렇게 말하는 악마를 저주하지 않을까? 아니면 한 때 그에게 "당신은 신이다. 나는 이보다 더 신성한 것을 들어본 적이 없다!"고 대답하는 엄청난 순간을 경험해 본 적이 있는가? [즐거운 과학(1882), 341절]

## 사회적 및 정치적 견해
니체의 정치적 사상은 그의 생애동안 게오르그 브라네스에 의해 니체 자신이 가장 잘 이해한 분류인 귀족적 급진주의로 해석된 적 있다.

[브란데스가 자신의 철학을 묘사한 것에 대해 니체 자신도 이렇게 말했다.] "당신이 사용한 '귀족적 급진주의'라는 표현은 매우 훌륭합니다. 감히 말씀드리건대, 제가 지금까지 저 자신에 대해 읽은 것 중 가장 기발한 표현입니다."

이 외에 그의 사상은 보나파르트주의, 개인주의적 아나키즘, 그리고 더 논란의 여지가 있는 원시 파시즘으로 다양하게 해석됐다(니체와 파시즘 참고). 어떤 작가들은 그를 비정치적, 반정치적 혹은 정치적 회의론자로 묘사했다. 오늘날 두 가지 입장이 문헌을 지배했다. 하나는 니체가 사회질서의 귀족적 형태에 헌신했다고 주장하는 반면, 다른 하나는 니체가 정치철학을 전혀 가지고 있지 않다고 부정한다. 월터 카우프만은 그의 글에서 표현된 강력한 개인주의가 정치와 공적 영역에 도입되면 재앙이 될 것이라는 견해를 제시했다. 조르주 바타유는 1937년 아세팔 리뷰에서 니체사상은 어떤 정치운동에 의해서도 도구화될 수 없을만큼 자유롭다고 주장했다. "니체와 파시스트"에서 그는 좌파나 우파에 의한 이러한 도구화에 반대하며 니체의 목표는 현대정치의 짧은 시간과 그 내재적 거짓과 단순화를 우회하여 더 긴 역사적 시간을 확보하는 것이라고 선언했다.
니체의 정치 경멸은 대부분 현대 민주정, 의회주의, 정당 정치, 특히 사회주의와 반유대주의 포퓰리즘과 같은 대중운동을 겨냥한 것이다. 그는 이러한 세속적이고 사소한 정치를 자신의 "위대한 정치" 개념과 대조했고, 나폴레옹과 같은 개별 정치인을 종종 칭찬했다. 그는 나폴레옹을 관습적인 도덕을 초월하고 프랑스 혁명을 무효화하고 식민지 노예제도를 복원했으며, 로마 제국, 이교도, 르네상스의 귀족 정신을 되살리려했던 독재적 천재로 해석했으며, 동시대 사람들처럼 진보적인 혁명 지도자로 해석하지 않았다. 대중 출판을 파괴적인 것으로 여긴 보수주의자들의 일반적인 태도였던 일상 정치와 신문 읽기 문화에 대한 그의 공표된 경멸에도 불구하고 니체는 그의 편지와 메모에서 동시대 정치사건에 대해 논평했다. 그는 파리 코뮌에 대해 깊은 우려를 품었고 처음에는 비스마르크를 지지했으나 이후 그의 사회 정책과 사회주의자와 가톨릭교도에 대한 데탕트에 실망했으며 아돌프 슈토커의 등장을 걱정했고 프리드리히 3세 황제가 죽은 후에 독일의 언론의 자유의 미래에 대해 걱정하게 됐다.
그는 권리의 평등에 반대했고 노예제를 옹호했으며, 그것이 더 정교한 활동에 헌신할 수 있는 상류계층을 지원하는 데 필요한 조건이라고 믿었다. 그는 편지와 개인 메모에서 해리엇 비처 스토와 같은 미국의 폐지론자들을 조롱했고 카이저와 기독교 활동가들이 주도하여 식민지 아프리카에서 노예제를 종식시키려는 독일의 시도(1890년 브뤼셀 회의법으로 이어짐)를 비하적으로 썼다. 니체는 상류층이 고난으로 강해졌으며 고통에 덜 민감하고 삶에 만족하는 노예와 가난한 산업노동자들의 고통에 자신의 민감성을 투사하고 과잉반응하고 있다고 주장했다. 그러나 그는 고대와 식민지 노예 제도에 대해 긍정적으로 썼지만 실제로 현대 유럽에 노예 제도를 재도입하는 것을 옹호했다는 것을 암시하는 명확한 논평을 남기지 않았다. 사실 그는 반항적인 유럽 노동자들이 일부 부담을 아시아와 아프리카 인구에게 전가함으로써 진정될 수 있다고 제안했다. 그는 동시대의 혁명적이고 해방적인 운동을 장기적인 사회적, 문화적 쇠퇴의 가장 최근의 부분으로 봤다.

프랑스혁명으로 기독교가 계승됐다. 루소는 유혹자다. 그는 다시 한번 여성의 사슬을 풀어주는데, 그 이후로 여성은 점점 더 흥미로운 방식으로 고통받는 존재로 묘사된다. 그 다음에 노예들과 비처 스토 부인이 등장한다. 그 다음에 가난한 사람들과 노동자들이 등장한다. 그 다음에는 악한 병자들이 등장한다. 이 모든 것이 전면에 부각된다.

니체는 귀족사회와 군사 엘리트를 극찬하며, 그들이 더 높은 수준의 문화를 창조한다고 주장했다. 그는 종종 귀족계급을 고대 야만 정복자들과 연결지었다. 그의 사상은 대개 과거의 유물로 여겨졌던 기존 군주제 질서의 보존보다는 미래의 귀족제에 집중돼있었다. 그는 17세기와 18세기 프랑스에서 마지막으로 표현된 귀족적 가치가 나폴레옹 몰락 이후 사라졌다고 봤다. 이 주제에 대한 그의 사상은 대부분 체계적이지 않았으며, 이 새로운 귀족 계급을 어떻게 선발하여 사회의 지배적 지위로 끌어올려야 하는지에 대한 구체적인 지침을 남기지 않았다. 그러나 그는 "귀족제"라는 용어를 고귀한 혈통과 세습적 위계를 의미하는 전통적 의미로 사용했음을 분명히했다. 그는 지식인들 사이에서 유행하던 "정신적 귀족제"라는 개념을 민주적 전복으로 비웃었다. 니체는 도덕과 기독교에 대한 비판의 맥락에서, 특히 도덕의 계보와 안티크리스트에서 표현된 바와 같이, 인도주의적 감정을 자주 비판하며, 연민과 이타주의가 "약자"가 "강자"를 지배하는 방식이라며 혐오했다. 쇼펜하우어가 폭로한 "연민의 윤리"(Mitleid, "공유된 고통")에 대해 니체는 "우정의 윤리" 혹은 "공유된 기쁨"(Mitfreude)의 윤리를 반대시켰다.

### 개인주의와 자유주의
니체는 대중운동에 참여하고 공통된 대중심리를 공유하는 일반대중을 "천민" 혹은 "무리"라고 부르곤 했다. 그는 개인주의를 중시했으나, 그의 일반적 정견에는 현대 개인주의 이념과는 양립할 수 없는 위계적이고 권위주의적인 사상이 많이 포함돼있었다. 그는 "개인주의"라는 용어를 독창성, 비순응주의, 이기주의와 같은 특정한 성격적 특성을 묘사하는데 자주 사용했을 뿐, 광범위한 개인의 권리와 자유를 보장하는 제도에 기반한 정치체제를 설명하는 데에는 사용하지 않았다. 소크라테스 이전 그리스와 고대 로마를 사회적 모델로 삼았던 니체에 의하면, 개인주의와 자유는 귀족 소수에게만 허용돼야하며, 그것을 누릴 수 있는 타고난 능력이 없는 피지배 대중에게는 허용되지 않았다. 그러한 자유는 모든 사람에게 자연권으로 부여되는 것이 아니라, 강한 개인이 투쟁을 통해 획득하는 것이며, 그가 타인에게 행사할 수 있는 권력과 밀접한 관련이 있다. 이러한 엘리트주의적 개인주의는 당시 많은 작가와 정치인들이 사회적 이동성이 낮고 인종적 배제, 식민지 정복, 심지어 노예제를 지지했던 계층화된 사회를 지지했기에 초기 자유주의와 유사하다고 해석될 수 있다. 또한 알렉시 드 토크빌, 이폴리트 텐, 야콥 부르크하르트(니체는 후자 두 사람과 서신을 교환함)의 보수적이고 귀족적인 자유주의와도 비교할 수 있으나 그의 전반적 철학은 훨씬 더 급진적이다.
기독교 전통과 근대철학에 대한 니체의 반대에서 그는 영혼, 주체, 원자론(즉, 사회계약론에서처럼 모든 것의 근간에 원자적 주체가 존재한다는 주장)이라는 개념도 비판했다. 그는 개별 주체를 다른 조직과 마찬가지로 본능과 권력의지의 복합체로 간주했다. 그는 형이상학적이든 과학적이든 주체라는 개념이 인간의 본질적 평등에 대한 믿음으로 이어지고, 인권 개념을 정당화하는데 정치적으로 사용된다고 주장하며, 르네 데카르트를 "프랑스 혁명의 할아버지"라고 불렀다.
1890년대부터 일부 학자들은 니체철학을 막스 슈티르너의 급진적 개인주의 저서 자아와 그 소유(1844)와 연결시키려 시도해왔다. 이 질문은 여전히 미결상태이다. 최근 니체와 슈티르너의 관계를 명확히하는 추가적인, 여전히 정황적인 증거들이 발굴됐다. 어쨌든 니체를 진정으로 "개인주의적" 사상가로 여기는 철학자는 거의 없다. 슈티르너가 채택한 엄격한 "이기주의적" 관점에 반하여, 니체는 "문명의 문제"와 인류에게 역사의 목표와 방향을 제시해야 할 필요성에 관심을 가졌으며, 이러한 의미에서 그는 매우 정치적인 사상가였다. 권력에의 의지에서 그는 개인주의를 서열확립이라는 궁극적 목표로 이어지는 과정의 일부로 묘사했다.

개인주의는 겸손하고 여전히 무의식적인 권력의지의 한 형태이다. 이를 통해 단일 인간 단위는 사회(혹은 국가나 교회)의 압도적 권력으로부터 자신을 해방하기에 충분하다고 생각하는 듯하다. 그는 개인으로서가 아니라 단지 하나의 단위로서 대립한다. 그는 전체에 대항해 다른 모든 개인의 권리를 대변한다. 다시 말해, 그는 본능적으로 자신을 다른 모든 단위와 동등한 위치에 놓는다. 그가 싸우는 것은 개인으로서가 아니라 대중에 대항하는 단위의 대표자로서이다. (...) 어느 정도 독립에 도달하면 항상 더 많은 것을 갈망한다. 힘의 정도에 비례한 분리. 개인은 더 이상 자신을 모든 사람과 동등하다고 여기는 데 만족하지 않고, 실제로는 동료를 찾는다. 그는 자신을 다른 사람들과 구별한다. 개인주의는 집단과 기관의 발전으로 이어진다. 상관관계가 있는 경향들이 합쳐져 강력하게 활성화된다. 이제 이러한 권력 중심들 사이에는 마찰, 전쟁, 양측 세력에 대한 정찰, 호혜성, 이해, 그리고 상호 봉사의 규제가 발생한다. 마침내 서열이 나타난다.

니체는 개인주의, 사유재산, 경제적 불평등, 국가권력에 대한 의심, 착취에 대한 정치적 비판을 기각한 것과 같은 자유주의적 사상과 가치 중 일부를 공유했으나 그의 철학은 고전적 자유주의 및 자본주의와 공통점이 많지 않다. 그는 자유주의가 평범함과 동의어라고 썼고 문화적 쇠퇴로 이어진다고 믿었다. 그는 또한 경제발전과 기술혁신이 사회문제를 해결해야한다는 생각인 정치경제학의 "자유주의적 낙관론"을 비난했다. 비록 그것이 사회주의적 유토피아보다 달성가능하고 온건했으나 그는 여전히 대중의 행복과 안락함이라는 목표를 무가치하고 속물적이라고 봤다. 그는 산업계의 거물들을 저속하다고 일축하고 심지어 사회주의의 부상에 관해 비난하기까지 했다. 자본가 계급의 부상은 계급질서를 무너트렸고 노동자들은 자본가들을 상급자로 보지 않고 운 좋게 부유한 사람으로 보는 대신 진정한 타고난 귀족을 섬길 수 있다면 반란을 일으키지 않을 것이라고 주장했다. 실용적인 작업과 교육적, 지적 전문화를 좋아하는 부르주아지는 여유와 세련미가 넘치는 귀족문화를 만들 수 없다. 그는 나폴레옹이 "근대적 사상"과 "사업가와 속물"을 이긴 호전적이고 귀족적인 정신을 되살렸다고 칭찬했다. 그의 초기 작품에서의 태도는 특히 부정적이었다. 그는 사치품에 높은 세금을 부과해야한다고 주장했다. 그리고 사람들이 금융 투기를 통해 빠르게 부자가 될 수 없도록 경제를 규제해야한다고 주장했다. 그는 중기의 작품인 인간적인 너무나 인간적인에서 "증권거래소의 젊은 유대인은 인류 전체의 가장 혐오스러운 발명품이다"라고 썼다. 그러나 그는 나중에 자신의 태도를 크게 바꿔 유대인 금융가들이 새로운 연합된 유럽에서 중요한 역할을 해야한다고 언급했다. 그의 후기 저서에서 그는 유대인 자본가들을 기독교, 사회주의, 민족주의에 대항하는 강력하고 자연스러운 동맹자로 특별히 칭찬했다. 1888년 12월, 그의 정신건강의 마지막 달에 그는 노트에 다음과 같이 썼다.

적절한 시기에 백만 명의 제자를 내 손에 넘겨주기 위해 곳곳에 협회를 설립하는 것이 좋을 것이다. 특히 장교들과 유대인 은행가들을 먼저 모집하는 것이 중요하다. 둘 다 권력의지를 나타낸다. 내 자연스러운 동맹이 누구냐고 묻는다면, 무엇보다도 장교들이라는 것을 알게 될 것이다. 군사적 본능이 몸에 배인 사람은 기독교인이 될 수 없다... 마찬가지로 유대인 은행가들은 나의 자연스러운 동맹이다. 저주받은 이익 정치가 국가들의 오만함과 이기심을 의무로 만든 후에도, 기원과 본능으로 국가들을 하나로 묶는 유일한 국제 강대국이기 때문이다.

Domenico Losurdo에 의하면, 니체는 후기 작품에서 자신이 싫어했던 산업사회는 여기에 머물 것이며 호전적인 토지 귀족제로의 회귀는 비현실적이라고 결론지었다. 그는 또한 부지런하고 유능한 부르주아지에 대한 동정심을 갖게 되었고, 부유한 자본가 계급을 독일에서 영향력을 얻고 있던 Adolf Stoecker의 기독교 운동과 사회민주주의에 맞선 투쟁에서 필요한 동맹으로 보았다. 갈등을 해결하기 위해 그는 귀족이 문화적 우위를 유지하면서 신흥 자본가 계급을 흡수해야 한다는 생각을 주저하며 받아들였다. 심지어 저속한 상업활동조차도 사냥이 실제적 생계에서 의례적이고 사치스러운 활동으로 격상된 것과 비슷한 방식으로 귀족에 의해 변형될 수 있었다. Don Dombowsky는 니체의 자본주의 비판이 대부분 문화적이고 온건하다고 주장한다. 정치경제학의 통상적인 이념적 관점과 계급갈등에 대한 견해와 비교했을 때, 그는 여전히 노동운동에 반대하는 자본과 일관되게 연합해왔으며, 노동운동은 그의 계층적 사회비전에 대한 근본적인 위협으로 여겼다. 윌리엄 알트만은 또한 니체의 자본가 계급에 대한 비판을 더 나은 대중 이미지를 만들고 이를 통해 사회 계층을 정당화하라는 조언으로 해석한다.

### 사회주의와 노동운동에 대한 비판
사회주의와 프롤레타리아 운동에 대한 부정적인 태도는 니체철학에서 가장 일관된 주제 중 하나였다. 그는 1862년 초에 사회주의에 대해 부정적으로 썼으며 사회주의에 대한 그의 비판은 다른 교리에 대한 비판보다 종종 더 가혹하다. 그는 프랑스 혁명을 비판했고, 파리 코뮌을 속물 하층계급의 파괴적인 반란으로 보고 깊은 동요를 느꼈다. 그는 이 반란으로 인해 "며칠동안 전멸당했다"고 느꼈다. 후기 저작에서 그는 특히 동시대 프랑스 작가들을 칭찬했는데, 그들 대부분은 우익 사상가였으며, 그들의 작품은 코뮌과 그 정치적 유산에 대해 매우 부정적인 반응을 표출했다. 도시 노동게급과는 대조적으로 니체는 농민을 건강과 타고난 귀족성의 예로 칭찬했다. 그는 추상적인 문화적 반대를 넘어 노동자들의 지위와 복지를 개선하기 위한 독일 제국의 구체적인 사회 정책에 대해 정기적으로 글을 썼다. 그는 특히 민주적이고 보편적인 교육에 반대하며 그것을 "야만주의"이자 "공산주의의 서곡"이라고 불렀다. 왜냐하면 그것은 "봉사하고 복종하기 위해 태어난" 대중을 무의미하게 자극하기 때문이다.
그는 사회주의를 "가장 비열하고 어리석은 자들의 폭정"이라고 불렀고, 그것이 르상티망에 의해 동기부여된 열등한 사람들을 끌어들인다고 주장했다. 그의 비판의 상당 부분은 그의 기독교관과 연결돼있다. 그는 사회주의를 "비기독교화된 세계에서 기독교와 루소의 잔재"라고 불렀다. 그는 루소를 "도덕적 타란튤라"라고 묘사했고, 그의 사상을 자기경멸과 부추겨진 허영심에서 태어난 "어리석음과 반쪽짜리 진실"이라고 묘사했다. 그는 지배계급에 원한을 품고 있으며, 도덕화를 통해 자신의 비참함에 대한 책임을 그들에게 돌리려했다고 주장했다. 그는 사보나롤라, 마르틴 루터, 로베스피에르, 앙리 드 생시몽과 함께 루소를 광신자, 대중에게 영향미치고 강한 정신에 반대하는 "병든 지식인"이라고 불렀다. 그는 또한 오이겐 뒤링을 "복수의 사도", "도덕적 허풍쟁이"라고 불렀고 그의 사상을 "음란하고 역겨운 도덕적 횡설수설"이라고 불렀다. 그는 평등하고 평화로운 사회주의 공동체를 본질적으로 삶에 적대적이라고 봤다. 그는 그의 책 도덕의 계보에서 다음과 같이 썼다.

권력복합체의 투쟁에서의 수단이 아니라 모든 투쟁 일반에 대항하는 수단으로 주권적이고 보편적인 것으로 구상된 법 체계, 즉 모든 의지는 모든 의지와 동등하다고 여겨져야한다는 뒤링의 공산주의의 상투적인 표현과 같은 것은 생명에 적대적인 원칙, 인간을 파괴하고 해체하는 것, 인간의 미래에 대한 암살 시도, 소진의 표시, 무(無)로 가는 비밀스러운 길이 될 것이다.

니체는 사회주의적 목표가 달성되면 사회가 평준화되고 우수한 개인과 더 높은 문화를 위한 조건이 사라질 것이라고 믿었다. 그는 우상의 황혼에서 다음과 같이 썼다.

"평등"은 모든 사람을 획일화하는 어떤 확실한 과정으로, 평등권 이론에서만 표현되는데, 본질적으로 쇠퇴하는 문화와 밀접히 연관되어 있다. 즉, 사람과 사람, 계급과 계급 사이의 틈, 유형의 다양성, 자기자신이 되고자 하는 의지, 자기자신을 구별하고자하는 의지, 즉 사실상 내가 거리의 파토스라고 부르는 것은 모든 강한 시대에 고유한 것이다.

당시의 많은 보수적이고 자유주의적인 작가들과 달리 니체는 노동계급의 비참한 상황을 상류계급 소수의 여유롭고 교양 있는 생활 방식에 대한 불행한 대가로만 정당화하지 않고, 부자와 가난한 사람 모두에게 필요한 자연스러운 계급 질서의 표현으로 보았다. 그는 일을 줄이고 대중에게 더 많은 여가를 제공하는 것이 경제적으로 실행가능하더라도, 공통적인 본성을 가진 사람들은 귀족적인 게으름을 즐길 수 없기 때문에 부정적인 사회적, 문화적 영향을 미칠 것이라고 주장했다. 사회주의자들이 상상하는 가장 높은 사회는 그의 계급에 따르면 가장 낮은 사회일 것이다. 그는 안티크리스트에서 다음과 같이 썼다.

오늘날의 헛소리꾼들 가운데, 내가 가장 증오하는 사람은 누구인가? 사회주의자 헛소리꾼, 찬달라의 사도들, 노동자들의 본능, 쾌락, 하찮은 존재에 대한 만족감을 파괴하고, 그들을 시기하게 만들고 복수심을 가르치는 자들이다… 잘못은 불평등한 권리에 있는 것이 아니라, "평등한" 권리를 주장하는 데 있다… 무엇이 나쁜가? 하지만 나는 이미 답했다. 나약함, 시기, 복수심에서 비롯되는 모든 것이다. — 아나키스트와 기독교인은 같은 혈동을 갖고 있다…

그는 그의 저서 권력에의 의지에서 기독교와 사회주의의 유사성을 더욱 자세히 설명했다.

복음은 비천하고 가난한 이들에게 행복으로 가는 길이 열려있다는 선포이다. 모든 제도, 전통, 그리고 상류층의 훈육에서 벗어나기만 하면 된다는 것이다. 따라서 기독교는 전형적인 사회주의자들의 가르침에 불과하다. 재산, 소유물, 조국, 지위와 계급, 재판소, 경찰, 국가, 교회, 교육, 예술, 군국주의. 이 모든 것들은 행복으로 가는 길에 수많은 장애물이며, 복음이 심판하는 수많은 오류와 함정, 그리고 악마의 계략이다—이 모든 것 뒤에는 "주인"에 대한 집중된 혐오의 폭발, 즉 오랜 억압 이후 자유의 행복을 분별하는 본능이 있다... (대부분은 하층 계급이 너무 인도적으로 대우받았다는 사실, 그들의 혀가 이미 금지된 기쁨을 맛보았다는 사실의 증상이다... 혁명을 촉발하는 것은 배고픔이 아니라 폭도들이 먹는 것에 대한 식욕을 키웠다는 사실이다...)

니체는 카를 마르크스나 프리드리히 엥겔스를 이름으로 언급한 적이 없으며, 그가 그들의 사상을 알고 있었는지도 불분명하다. 그러나 니체가 개인 서재에 소장하고 있던 11권의 책에서 그들의 사상이 다소 광범위하게 인용되고 논의되었으며, 그중 한 권에서 그는 마르크스의 이름을 밑줄로 표시했다. 사회주의 국가에서 니체는 일반적으로 불명예스러운 반동적, 부르주아적, 제국주의적 또는 파시스트 철학자로 여겨졌다. 그의 책은 1923년부터 소련에서 대중에게 공개되지 않았다. 금서 목록에 올랐고, 제한적이고 허가된 용도로만 도서관에 보관됐다. 1988년까지 번역이나 재판이 이뤄지지 않았고, 1938년과 1988년 사이에는 니체에 관한 논문 10편만이 옹호됐다. 전후 프랑스 지식인이 이끄는 서구 좌파 작가들은 대체로 니체를 좌파로 재활했으며 니체이론을 "차이의 정치"로 알려진 분야에서 사용하는 방법을 제안했다. 특히 정치적 저항과 성적 및 도덕적 차이에 대한 이론을 공식화하는 데 사용된다.

### 인종, 계급 및 우생학
니체는 종종 인종주의적이고 계급주의적인 발언을 했고 문화적, 정치적 현상에 대해 인종주의적 설명을 사용했다. 그의 후기 추종자 중 일부는 종종 그의 사상의 이 부분을 재해석하거나 축소하거나 무시하려고 시도했지만 니체의 작품에서 명시적인 논평이 우세하기 때문에 그러한 접근 방식은 여전히 논란의 여지가 있다.  니체가 사용한 더 많은 의미를 다루는 경우 오해의 소지가 있는 완곡어법으로 보이는 니체의 일부 새로운 번역에 대한 논란도 있다. 니체는 인종이라는 용어를 민족집단과 사회계층이라는 두 가지 다른 의미로 사용했다.
그는 인종과 계급이 동일하다고 믿었다. 국가는 서로 다른 인종으로 구성되어 있고 상류 계급은 일반적으로 하류 계급보다 우월한 본성을 가지고 있다는 의미다. 그는 우생학을 장려한다고 여긴 인도의 제한적인 카스트 제도와 마누법전에 매료됐다. 귀족과 인종에 대한 이러한 아이디어는 특히 19세기에 아르튀르 드 고비노에 의해 대중화됐다. 니체가 고비노의 직접적인 영향을 받았는지는 불분명하지만 그는 수많은 유사점과 리하르트 바그너가 그의 작품에 대한 서문 에세이를 쓴 찬양자였기 때문에 그의 작품을 알고 있었을 것이다. 고비노의 발췌문은 니체가 읽은 바그너 저널인 바이로이터 블리터에 자주 게재됐다.
그는 다윈주의에 반대했으나 프랜시스 골턴의 작품에 매우 관심있었다. 그러나 그의 작품은 미번역됐기에 부분적으로만 알고 있었다. 니체와 마찬가지로 골턴도 고대 그리스인들의 관습이 부분적으로 무의식적으로 우생학적 결과와 인구 조절을 촉진했다고 주장하며 그들을 칭찬했다. 니체는 귀족과 평민간의 결혼에 반대했던 메가라 시인 테오그니스를 존경했다. 그는 결혼 전 건강 검진, 성공적이고 건강한 개인 사이의 독신 생활 금지, 세금 감면, 범죄자와 정신 질환자의 거세 와 같은 수많은 우생학 정책을 제안했다. 그는 다윈주의에 반대했을뿐만 아니라 사회진화론, 특히 허버트 스펜서의 진보 사상에도 동의하지 않았으나, 복지 정책, 사회적 갈등, 불평등에 대한 니체의 견해는 사회진화론자들이 일반적으로 견지하는 견해와 크게 다르지 않았다. 그는 다윈주의자들의 진화적 낙관론을 공유하지 않았으며, 유럽 사회의 현재 추세가 적자생존보다는 종의 퇴보를 가리킨다고 믿었다. 그의 견해 중 일부는 샤를 페레와 테오듈 아르망 리보의 저작에 영향을 받았다.
니체가 사회현상을 설명하는데 자주 사용했던 주제 중 하나는 인종간 결합이다. 그는 혼혈인이 일반적으로 그들 안에 존재하는 상충되고 양립할 수 없는 본능 때문에 열등하다고 믿었고 인종 정화를 옹호했다. 그는 소크라테스를 혼혈의 부정적인 예로 사용했으나, 때때로 알키비아데스와 카이사르와 같은 활력 넘치는 개인을 만들어낼 수도 있다고 주장했다. 그는 유럽사회 및 문화의 쇠퇴에 대해 인종혼합을 탓했으나, 또한 "역사적 감각"을 가진 현대인을 만들어냈다고도 했다.
그는 또한 인종이라는 용어를 민족적 의미로 사용했으며 이러한 의미에서 그는 자신이 고품질이라고 생각하는 특정 인종을 섞는 아이디어를 지지했습니다(예를 들어 그는 독일인이 슬라브인과 섞여야 한다고 제안했다). 고대 게르만족의 정복에 대한 가끔의 존경심과 상류 계층을 금발의 장두형으로 동일시했음에도 불구하고 니체사상은 노르드주의와 공통점이 많지 않다. 그는 때때로 무어인, 잉카인, 아즈텍인과 같은 비유럽 문화를 칭찬하며 이들이 유럽 정복자들보다 우월하다고 주장했다. 그는 또한 아침놀에서 중국인들의 유럽으로의 대량 이민을 제안하면서 그들이 "근면한 개미들에게 매우 적합하다고 여겨질 생활 방식과 사고 방식"을 가져올 것이며 "이 짜증스럽고 불안한 유럽에 아시아적 평온함과 사색, 그리고 아마도 가장 필요한 것인 아시아적 안정을 불어넣을 것"이라고 주장했다. 이 주제에 대한 니체의 생각은 종종 모호하지만 그는 때때로 매우 가혹한 언어를 사용하여 "수백만의 기형" 및 "퇴폐적인 인종의 말살"을 요구했다.

### 유대인, 민족주의 및 유럽 정체성
니체는 유대인과 유대교에 대해 긍정적이든 부정적이든 수많은 논평을 내놓았으며, 그의 태도는 생전에 상당히 변화했다. 유대인에 대한 흔한 비판에서 더욱 복잡하고 구체적인 관점으로 변화했다. 그의 작품 번역에 대한 논란도 있는데, 때로는 그의 선동적인 발언을 완화하거나 그가 표현한 일부 태도를 감추려는 시도가 있기도 하다.
그는 유대교가 완벽한 신을 인간보다 훨씬 더 높여 모든 인간이 신 앞에서 작고 본질적으로 동등하게 보이는 일신교 사상을 퍼뜨렸다고 비난했다. 그러나 그는 또한 구약성서의 일부와 초기 유대 역사를 칭찬했다. 그는 유대교가 바빌론 유수 기간 동안 부정적이고 도덕적-비관적 변화를 겪었다고 주장했다. 토착 귀족계급을 잃으면서 사제 계급과 찬달라로만 구성된 정복된 유대인들은 외국 주인에 대해 원망을 품게 되었고 그러한 감정을 모든 유형의 귀족에 대한 종교적 원망으로 일반화하여 주인-노예 도덕을 발명했다. 기독교는 귀족적인 로마 제국을 붕괴시킨 동일한 사상의 더욱 급진적인 발전이었으며 나중에 개신교 개혁과 프랑스 혁명이 뒤따랐다. 니체는 일부 생물학적 반유대주의자들처럼 문화적 쇠퇴의 원인을 유대인에게만 돌리지는 않았지만, 그들의 결정적인 역사적 영향은 언급했다. 니체는 심지어 반유대주의자들도 유대인 정신의 산물이라고 주장했다. 왜냐하면 그들은 기독교적, 포퓰리즘적, 사회주의적 사상을 가지고 있으며, 유대인들이 역사적으로 개척했던 것과 동일한 노예적 도덕성과 원한을 보여주기 때문이다. 그런 의미에서 유대인에 대한 그의 부정적인 태도는 당시의 일반적인 반유대주의보다 훨씬 더 깊다. 그는 또한 유대인이 신체적으로 열등하고, 교활하고, 이기적이며, 착취적이고, 부정직하고, 교활하다는 많은 고정관념을 가지고 있었지만, 이러한 모든 특징을 반드시 부정적으로 생각하지는 않았다.
그는 또한 유대인의 지능과 업적을 종종 칭찬했다. 그는 대개 유대인에 대한 기독교적, 민족주의적, 경제적 적대감에 기반을 둔 동시대 반유대주의 운동에 대해 매우 부정적인 태도를 보였다. 당시 독일에서 반유대주의 운동은 아돌프 스토커의 기독교 사회주의와 밀접하게 연관되어 있었다. 그의 전기 작가인 도메니코 로수르 도와 줄리안 영은 니체가 주로 그러한 대중주의적, 경제적 반유대주의에 반대했으며, 그것이 유대인의 성공과 돈에 대한 분노에서 비롯된 것이라고 설명했다. 그는 편지에서 "반유대주의는 부자에 대한 투쟁과 이전에 부자가 되기 위해 사용했던 수단과 정확히 같다"고 썼다. 그는 사회주의에 맞선 싸움에서 동맹으로 여겨지는, 오래되고 부유한 유대인 가문들을 일종의 세련된 유대인 귀족으로 칭찬했지만, 종종 동유럽에서 온 가난한 이민자였던 유대인 노동자, 장인, 상인 대중에 대해서는 경멸적인 태도를 유지했다. 그들은 무례하고 정치적으로 반항적이라고 여겨졌다. 그의 가장 부정적인 논평은 서구에 대한 역사적 영향으로 인해 유대인 선지자와 사제들을 향해 이루어졌다. 그는 좌파 지식인들을 그들의 현대판으로 보았다. 부유한 유대인 금융가들에 대해선 프로이센 귀족과의 우생학적 결혼이라는 동화주의적 정책을 제안하기도 했다.
니체는 1886년 출판사와 결별하여 출판사의 반유대주의적 입장에 반대했다. 그는 슈마이츠너가 반유대동맹에 정치적으로 참여했기에 차라투스트라의 출판이 늦어졌기 때문에 이미 불만이 있었다. 리하르트 바그너와의 단절은 그가 1888년에 쓴 두 작품인 바그너의 경우와 니체 대 바그너에서 표현됐는데, 이는 바그너가 범독일주의와 반유대주의를 지지하고 기독교로 회귀한 것과 많은 관련이 있었다. 1887년 3월 29일 테오도르 프리치에게 보낸 편지에서 니체는 반유대주의자 프리치, 오이겐 뒤링, 바그너, 에브라르드, 아돌프 바르 문트, 그리고 범게르만주의의 주요 옹호자 폴 드 라가르드를 조롱했는데, 드 라가르드는 바그너와 휴스턴 체임벌린과 함께 나치즘의 주요 공식적 영향력을 행사하게 된다. 프리치에게 보낸 이 1887년 편지는 다음과 같이 끝맺는다. "마지막으로, 반유대주의자들이 차라투스트라라는 이름을 입에 담을 때 제가 어떤 기분이 들 것 같습니까?" 그는 자신의 저서 차라투스트라는 이렇게 말했다가 바그너주의자들과 반유대주의자들만이 읽고 긍정적으로 평가했으며, 그들 역시 그를 자기들의 편으로 끌어들이려 했지만 실패했다고 인정했다. 그러나 그의 철학은 실제로 상당수의 유대인 추종자들을 끌어들이기 시작했고, 그는 그들 중 일부와 서신을 주고받았다.

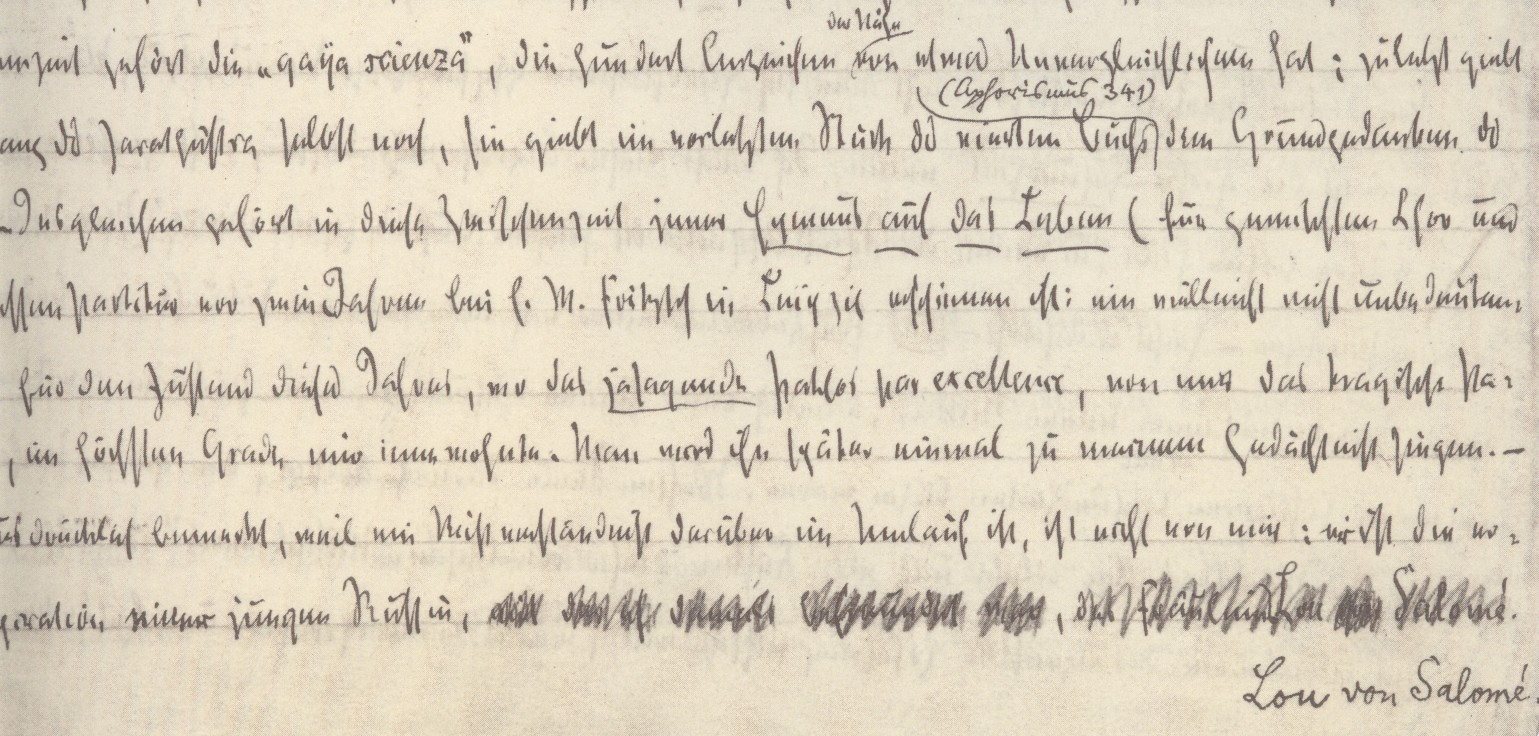
페터 가스트는 니체가 정신붕괴한 후에도 그의 글을 "교정"했고, 따라서 니체의 승인을 받지 못했다.

니체는 그의 자매와 그녀의 남편인 베른하르트 푀르스터를 강하게 비판했으며, "반유대주의적 카나이유"에 대해 가혹하게 말했다.
푀르스터 박사가 반유대주의 운동과의 관계를 아직 끊지 않았다는 명백한 증거를 봤다... 그 이후로 나는 오랫동안 너한테 느꼈던 애정과 보호 본능을 떠올리는 데 어려움을 겪었다. 우리 사이의 이별은 그로 인해 정말 터무니없는 방식으로 결정됐어. 내가 왜 세상에 존재하는지 전혀 이해하지 못했나?... 이제 나는 이 반유대주의적인 '카나이유'로 날 혼란스럽게하는 사람들에 맞서 손발을 다해 스스로를 방어해야할 지경이다. 내 친여동생, 전여동생, 그리고 최근 위데만이 이 가장 끔찍한 혼란을 부추긴 후로 말야. 반유대주의 서신에서 차라투스트라라는 이름을 읽은 후 내 인내는 끝났어. 이제 난 네 배우자의 정당에 맞서 긴급 방어를 해야하는 입장에 있다. 이 저주받은 반유대주의 기형들이 내 이상을 더럽힐 수는 없어!!
여동생 엘리자베스 푀르스터니체에게 보낸 편지 초안 (1887년 12월)

니체는 프로이센이 프랑스에 승리한 후 범독일주의와 민족주의를 매우 비판하게 됐다. 그는 자원병으로 전쟁에 참여했으나 곧 새로운 독일 제국에 환멸했고 이후 독일 문화의 발전을 저속하고 승리주의적이라고 봤다. 대신 그는 유럽의 정체성과 통합을 칭찬하며 무역, 산업 및 국내 이주가 국가를 약화시키고 혼합된 유럽 인종과 세계 정치에서 더 지배적인 역할을 할 통일된 대륙을 초래할 것이라고 예측했다. 그는 특히 노동 계급을 수용하는 사회 정책 때문에 호엔촐레른 왕조를 매우 싫어했다. 니체는 이 사람을 보라(1888)에서 "독일민족"과 그 "(제국을 위한) 권력의지"를 비판하여 권력의지, 독일인을 "인종"으로 보는 개념, "반유대주의적 역사 서술 방식", 또는 "역사를 독일 제국에 맞추는 것"에 대한 오해를 강조하고 " 유럽이 앓고있는 이 국가적 신경증인 민족주의", 이 "작은 정치"를 낙인찍었다. 나중에 그는 심지어 자신을 폴란드인이라고 생각하기 시작했는데, 그의 조상이 독일로 이주한 폴란드 귀족이라고 믿었기 때문이다. (그의 폴란드 및 귀족 혈통 주장은 일반적으로 전기 작가에 의해 거부된다) 니체의 세계주의적 선언은 그가 평생 독일 사회와 문화에 초점을 맞추었으며, 광기 전 마지막 글이 독일정치에 관한 것이었다는 점을 지적하는 비평자들 없이는 있을 수 없다. 독일에 대한 그의 적대적이고 조롱하는 태도는 때때로 그의 개인적인 좌절, 바그너와의 우정의 파탄, 독일에서 그의 작품이 매우 열악한 평가를 받은 데서 기인하기도 한다.
니체는 슬라브족에 대해 긍정적인 견해를 가졌지만 러시아 제국에 대해서는 엇갈린 태도를 보였다. 초기 작품에서는 러시아 제국을 적대적인 아시아 강대국으로 묘사했지만, 나중에는 근대성에 대한 차르 독재정권의 반대와 상트페테르부르크 귀족 사회에서 그의 작품이 호평을 받은 점을 칭찬했다. 이 사람을 보라에서 그는 특히 프랑스의 문화가 다른 모든 문화, 특히 독일 문화보다 우월하다고 칭찬했다. 그러나 그의 부정적인 태도와 국가적 비판은 독일에만 국한되지 않았다. 그는 생애 마지막 몇 년동안 프랑스 사회의 문화적 추세에 대해 부정적인 논평을 했고 빅토르 위고, 조르주 상드, 에밀 졸라, 공쿠르 형제, 샤를 오귀스탱 생트뵈브, 샤를 보들레르, 오귀스트 콩트, 에르네스트 르낭 등 당대의 많은 주요 지식인을 비난했다. 그의 가장 일관되게 부정적인 태도는 영국 에 대한 것이었는데, 그는 영국을 상인, 속물, 도덕적 위선자, 청교도적 기독교인의 나라라고 묘사했다. 당시 반동적인 귀족 작가들 사이에서 흔히 존경받았던 영국의 식민지 지배력과 대륙의 혁명적 격변에서 벗어날 수 있는 능력을 무시한 채, 니체의 분노는 주로 영국 철학 전통에 의해 촉발되었는데 , 그는 이를 공리주의적이고 이타적이며 편안함과 행복이라는 저급하고 평민적인 목표에 초점을 맞춘다고 비난했다. 그는 미국에 대해서도 동일한 부정적인 태도를 보였다.
니체는 유럽 식민주의의 옹호자였으며, 이를 인구 과잉 문제를 해결하고, 반항적인 노동계급을 달래고, 퇴폐적인 유럽 문화를 되살리는 방법으로 여겼다. 유럽의 확장과 세계 지배는 그의 "위대한 정치"의 일부였다. 그는 식민지에서 유럽인들이 기독교 도덕과 민주적 가치에 구애받지 않는 무자비한 정복자처럼 행동하는 경우가 많다고 지적했는데, 그는 이를 해방되고 건강한 본능으로 여겼다. 그는 처남이 파라과이에서 추진하는 누에바 게르마니아 식민지 건설 사업에 처음에는 상당한 관심을 보였고, 1880년대 중반에는 한동안 멕시코 오아하카에 있는 스위스 식민지로 이주하는 것도 고려했다. 그는 특히 기후 차이에 관심이 많았으며, 북유럽이 문화 발전을 저해하는 건강에 해로운 환경이라고 생각했다. 바그너와 그의 많은 추종자들도 비슷한 생각을 가지고 있었다.
니체는 1887년 출간된 즐거운 학문 5권에 377번째 격언을 "우리 고향없는 사람들"(Wir Heimatlosen)이라고 제목붙였다. 그는 범게르만주의와 애국주의를 비판하며 자신을 "훌륭한 유럽인"이라고 칭했다. 조르주 바타유에 의하면 니체 정치사상의 가장 중요한 부분을 담고 있는 이 격언의 두 번째 부분에서, 영원회귀 사상가 니체는 다음과 같이 말했다.

아니, 우리는 인류를 사랑하지 않는다. 하지만 한편으론, 오늘날 "독일인"이라는 단어가 끊임없이 사용되는 의미에서, 민족주의와 인종 증오를 옹호하고, 유럽 국가들을 마치 격리처럼 서로 경계를 정하고 장벽을 쌓게 만드는 심장병과 혈액 중독의 민족적 옴을 즐길 만큼 충분히 우리는 "독일인"이 아니다. 그렇기에 우리는 너무 개방적이고, 너무 악의적이며, 너무 버릇없고, 너무 박식하며, 너무 "여행"을 많이 했다. 우리는 과거나 미래 세기에서 "반시대적으로" 산에서 떨어져 사는 것을 훨씬 선호한다. 그저 독일 정신을 헛되게 만들고, 더 나아가 하찮은 정치로 만들어 황폐화시키는 정치의 목격자로 선고받아야 마땅하다는 것을 알기 때문이다. 스스로 만들어낸 것이 다시 한번 곧바로 무너지는 것을 막기 위해, 두 개의 치명적인 증오 사이에 그것을 심어야 한다고 생각하지 않는가? 수많은 소국들로 구성된 유럽체제의 영속화를 바라야하지 않겠는가?... 우리는 집 없는 존재로서 인종적으로나 혈통적으로 너무나 다양하고 뒤섞여 있다. "현대인"이기 때문이다. 따라서 오늘날 독일에서 독일식 사고방식의 징표로 행세하는, "역사적 감각"을 가진 사람들 사이에서는 이중으로 거짓되고 음란한, 거짓된 인종적 자화자찬과 인종적 외설에 동참하고 싶은 유혹을 느끼지 않는다. 우리는 한마디로—이것이 우리의 명예로운 표현이 되기를 바란다!— 훌륭한 유럽인, 유럽의 상속자, 부유하고, 과잉 공급되었지만, 동시에 수천 년 동안 유럽 정신의 과도한 의무를 지닌 상속자이다. 그렇기에 우리는 기독교를 넘어섰고, 기독교에 혐오감을 느낍니다. 바로 우리가 기독교에서 벗어났기 때문이다. 우리 조상들은 기독교 신앙 안에서 타협없이 정직했던 기독교인이었다. 신앙을 위해 재산과 지위, 혈통과 조국을 기꺼이 희생했다. 우리도 마찬가지다. 무엇을 위해? 우리의 불신앙 때문에? 온갖 종류의 불신앙 때문에? 아니, 여러분은 그보다 더 잘 알 것이다, 친구들이여! 여러분 안에 숨겨진 '예'는 여러분과 여러분의 나이를 질병처럼 괴롭히는 모든 '아니오'와 '아마도'보다 더 강하다. 그리고 여러분이 바다로 나가야 할 때, 이민자 여러분도 역시 믿음 때문에 그렇게 하도록 강요받는다!...

바타유는 알프레드 바우믈러를 포함한 나치의 고의적인 니체 해석을 비난한 최초의 인물 중 한 명이었다. 1937년 1월, 그는 "니체에 대한 배상"이라는 제목의 아세팔(Acéphale) 호를 "니체와 파시스트"라는 주제로 헌정했다. 그곳에서 그는 엘리자베스 푀르스터-니체를 "엘리자베스 유다-푀르스터"라고 부르며 니체의 다음과 같은 선언을 떠올렸다. "인종에 관한 이 노골적인 사기에 연루된 사람은 절대 만나지 마라." 도메니코 로수르도는 "지적으로 다소 평범한 여성"이 수십 년 동안 니체 해석을 조작하고 탈선시키고 수백만 명의 사람들을 아우르는 정치 운동에 영감을 주었다는 생각을 조롱한다. 그는 "니체의 저작에는 불안하고 끔찍한 구절들이 넘쳐난다"고 지적하며 그러한 생각을 지속불가능한 음모론으로 일축한다. 이러한 문제에 대한 그의 복잡한 견해와 때때로 모순되는 논평 때문에, 니체를 나치즘과 파시즘의 선구자로 보는 생각은 학자들 사이에서 여전히 논란과 논쟁의 대상이다(니체와 파시즘 참조). 월터 카우프만과 프랑스 전후 철학자들의 저술 덕분에 니체의 명성은 높아졌고, 오늘날 그는 과거처럼 나치즘과 연관되지 않는 경우가 많다. 비판론자들은 휴스턴 스튜어트 체임벌린과 아르튀르 드 고비노와 같은 작가들도 정치, 국가, 인종 문제에 대해 여러 측면에서 나치 이념과 양립할 수 없는 복잡한 견해를 가지고 있었지만, 제3제국에 미친 그들의 영향은 여전히 오해로 치부되지 않는다고 지적한다.

### 전쟁과 군사적 가치
니체는 중기 작품인 인간적인, 너무나 인간적인에서 강력한 평화주의적 기조로 이렇게 썼다. "자기 방어 수단으로서의 군대 교리는 정복에 대한 갈망과 마찬가지로 완전히 포기되어야 한다... 감수성을 높여 가장 잘 무장한 상태에서 무장 해제하는 것, 그것이 진정한 평화의 수단이다... 반면 지금 모든 나라에서 자랑스럽게 내세우는 소위 무장 평화는 자기 자신이나 이웃을 믿지 않고, 증오와 두려움 때문에 반쯤 무기를 내려놓지 않는 불화의 성향이다. 증오하고 두려워하는 것보다는 차라리 죽는 것이 낫고, 미움받고 두려움의 대상이 되는 것보다는 두 배나 나은 멸망이 언젠가는 모든 개별 국가의 최고 격언이 되어야 한다!"
그럼에도 불구하고 니체는 후기 생애에서 평화주의를 거부하고 전쟁, 군사적 가치, 그리고 정복을 찬양하는 수많은 발언을 했다. 이러한 발언 중 일부는 은유적으로 해석될 수 있지만, 다른 발언에서는 특정 정책이나 군사행동, 그리고 지휘관을 언급하기도 한다. 니체는 프랑스-프로이센 전쟁에 의료병으로 자원했으나, 곧 프로이센 군국주의에 비판적 태도를 보였다. 이는 주로 독일 문화, 민족주의, 그리고 태초의 반유대주의에 대한 환멸 때문이었다. 이로 인해 그의 작품 전체를 볼 때 많은 갈등이 야기됐고, 인는 니체가 1879년에 경고했던 방식, 즉 "최악의 독자는 약탈하는 군대처럼 행동하는 자들이다. 그들은 쓸 만한 것 몇 가지만 훔쳐가고 나머지는 더럽히고 혼란스럽게 만들며, 전체를 욕한다"고 경고했던 방식으로 그의 작품에 접근하는 평론가들을 혼란스럽게 했다.
프로이센 군국주의와 독일 민족주의에 대한 환멸에도 불구하고 니체는 군국주의 자체를 포기하지 않았다. 그는 나폴레옹이 "근대 사상", "사업가와 속물"의 타락한 통치에 대한 방어수단으로 군사 정신을 되살린 것을 존경했다. 그리고 그의 여동생 엘리자베스가 편집하고 사후에 권력에의 의지라는 제목으로 출판된 그의 수첩에서 그가 쓰길 "사회의 본능이 결국 전쟁을 포기하고 정복을 포기하게 만들 때, 그것은 타락한 것이다. 민주주의와 상인 지배가 무르익을 때이다. 대부분의 경우, 사실 평화에 대한 보장은 단지 마비시키는 약일 뿐이다." 이렇게 그는 비밀리에 유럽의 군사적 발전에 대한 생각을 품고 있었고 징집, 전문 군사훈련, 그리고 모든 상류계급의 남자들이 민간 직업 외에도 예비 장교가 되어야 한다는 생각을 고려하고 있었다. "군사 국가를 유지하는 것은 과거의 위대한 전통을 고수하는 마지막 수단이다. 또는 그 전통이 사라진 곳에서는 그것을 되살리는 것이다. 이를 통해 우월하거나 강한 유형의 인간이 보존되고, 국가 내에서 적대감과 계급 질서를 영속시키는 모든 제도와 사상(예: 민족 감정, 보호 관세 등)이 그 때문에 정당화될 수 있다." 그가 출판하기로 선택한 글에서 그는 "오늘날 독일인들 사이에서 나타나는 민족주의 열병, 이제는 반프랑스적 어리석음, 이제는 반유대적 어리석음, 이제는 반폴란드적 어리석음..."을 분명히 비난했고, 전쟁을 "민족주의의 광기가 유발한 병적인 소외"를 통해 "은폐하는 희극"이라고 묘사했다. 그는 공개적인 전쟁 대신 은밀한 책략을 통해 갈등을 해결하는 "관료 통치"에 반대했으며 일반 "군인"보다 귀족 "전사"를 칭찬했으며 징집된 프롤레타리아 대중을 무장시키고 훈련시키는 것에 대해 의구심을 표시하고 그들을 잠재적인 혁명적 위협으로 여겼다. 그는 당파적 민족주의보다 유럽의 통일을 옹호했으며 유럽 국가들 간의 현대 전쟁이 너무 많은 강하고 용감한 개인을 희생시킴으로써 역병적인 영향을 미칠 수 있다고 우려했다.
이러한 많은 상충되는 진술은 니체의 "내면의 전쟁"을 반영하며 칼 야스퍼스가 "소용돌이"라고 부른 것을 명확히 보여준다. 즉, 니체의 작품에서 우리는 그가 내리는 모든 진술의 모순을 항상 찾을 수 있다는 야스퍼스의 관찰은 니체가 그의 "교리"를 노예처럼 앵무새처럼 되뇌는 추종자를 찾고 있지 않고 오히려 독자들이 스스로 생각하고 자신의 자율성을 키우도록 도전하고자 했다는 것을 보여준다.

### 여성에 대한 견해
니체의 여성관은 그의 생전부터 현재까지 논쟁의 대상이 돼왔다. 그는 자신의 글에서 여성 혐오적이라고 여겨지는 발언을 자주 했다. 그는 1888년 저서 우상의 황혼에서 "여성은 심오한 존재로 여겨진다. 왜? 우리는 그들의 깊이를 결코 헤아릴 수 없기 때문이다. 하지만 여성은 결코 얕지 않다."고 말했다.

## 쇼펜하우어와의 관계
산타야나에 의하면, 니체는 자신의 철학을 쇼펜하우어 철학의 수정으로 여겼다. 그의 저서 독일 철학의 이기주의에서 산타야나는 쇼펜하우어에 대한 니체의 상반된 반응을 다음과 같이 나열했다.

삶의 의지는 지배의 의지가 될 것이고, 성찰에 기반한 비관주의는 용기에 기반한 낙관주의가 될 것이며, 사색 속 의지의 긴장은 지성과 취향에 대한 더욱 생물학적인 설명으로 대체될 것이다. 마지막으로 니체는 연민과 금욕주의(쇼펜하우어의 두 가지 도덕 원칙) 대신 어떤 대가를 치르더라도 의지를 주장하고 잔인하지만 아름답게 강해야 한다는 의무를 제시할 것이다. 쇼펜하우어와의 이러한 차이점들이 니체 철학 전체를 아우른다.

이러한 수정 사항은 쇼펜하우어의 철학이 니체에게 단순한 초기 자극이 아니라 니체 사상의 많은 기초를 형성했다는 것을 보여준다.
하르트만은 쇼펜하우어가 니체에 의해 체계적으로 연구된 유일한 철학자라고 제안했다.

## 필립 마인랜더와의 관계

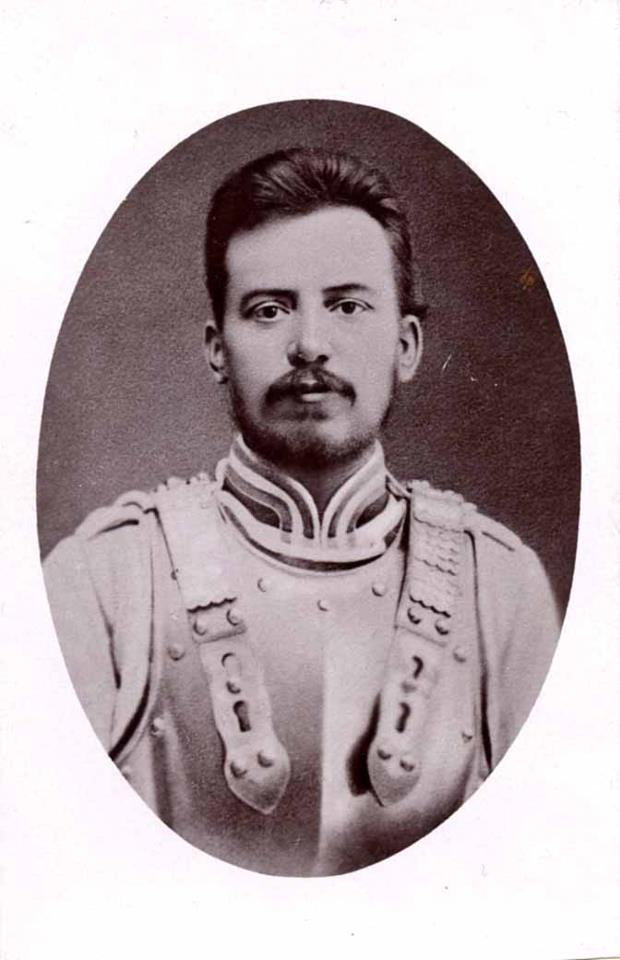
필립 마인랜더

필립 마인랜더의 작업은 니체의 지적 발전에 중요한 영향을 미쳤으며 그를 쇼펜하우어 철학과 거리두게했다. 마인랜더는 쇼펜하우어의 철학에 대한 200페이지 분량의 비판에서 세계 뒤에 있는 형이상학적 의지에 반대하고 대신 서로 싸우는 실제적 의지의 다양성을 주장한다.
마인랜더는 아마도 니체에게 부정적인 영향을 미친 것으로 가장 잘 이해될 것이다. 마인랜더는 쇼펜하우어의 비관주의를 궁극적인 결론으로 끌어내어 자신의 삶을 마감했다. 그러나 그는 결코 자살을 권장하거나 주장하지 않았다 - 흔한 오해 - 세상을 혐오하는 사람들에게 스스로 선택한 목표를 가진 활동적인 삶으로 돌아가도록 동기를 부여하는 것을 목표로 한다. 마인랜더는 쾌락주의자이며 그의 윤리 목표는 인간이 어떻게 최고의 행복에 도달할 수 있는지를 보여주는 것이다. 삶이 무가치하다면, 이는 완전한 무서움 없는 상태를 얻는 데 사용되어야한다.
니체와 마인랜더 모두 그들의 철학적 각성을 의지와 표상으로서의 세계 덕분으로 여겼다. 그들은 쇼펜하우어의 인기있는 후계자인 에두아르트 폰 하르트만을 싫어했고, 둘 다 개인을 옹호하고 전통적 가치를 거부했으며, 둘 다 신은 죽었다고 선언했다(마인랜더는 니체보다 먼저 이 주제를 대중화했다). 그들의 정신붕괴 또한 비교를 불러일으켰다.

## 쇠렌 키르케고르와의 관계
니체는 19세기 철학자 쇠렌 키르케고르에 대해 거의 알지 못했다. 덴마크 철학자 게오르그 브라네스는 1888년 니체에게 키르케고르의 작품을 연구해달라고 요청하는 편지를 썼고, 니체는 그렇게 하겠다고 답했다.
그러나 최근 연구에 따르면 니체는 2차 문헌을 통해 키르케고르의 저작을 접하게 되었다고 한다. 브란데스 외에도 니체는 한스 라센 마르텐센의 기독교 윤리(1873)를 소유하고 읽었는데, 마르텐센은 이 책에서 키르케고르의 윤리와 종교에 대한 개인주의를 광범위하게 인용하고 저술했다. 니체는 또한 하랄트 회프딩의 경험의 기초에서(1887년 편집)에서 심리학을 읽었는데, 이 책은 키르케고르의 심리학을 자세히 설명하고 비판했다. 토마스 브로비에르는 니체가 키르케고르에 대해 쓴 작품 중 하나가 아침놀에 있다고 생각하는데, 이 책은 부분적으로 마르텐센의 저작에 대한 반응으로 쓰인 것이었다. 니체는 한 구절에서 이렇게 썼다. "반면에 소크라테스의 발자취를 따라 개인에게 자기통제와 절제의 도덕성을 자신의 이익을 위한 수단, 행복의 개인적 열쇠로 제시하는 도덕주의자들은 예외다." 브로비에르는 키르케고르가 "그런 도덕주의자들" 중 한 명이라고 믿는다.
키르케고르와 니체를 비교하는 최초의 철학 연구는 니체가 죽기 전 출판됐다. 이 두 사상가를 비교하는 데 전적으로 전념한 60개 이상의 기사와 15개의 전체 연구가 출판됐다.

## 유산
니체의 가장 위대한 철학적 유산은 아마도 20세기 그의 해석자들에게서 찾을 수 있을 것이다. 그중에는 피에르 클로소프스키, 마르틴 하이데거, 조르주 바타유, 레오 슈트라우스, 알렉상드르 코제브, 미셸 푸코, 질 들뢰즈 (그리고 펠릭스 가타리), 자크 데리다, 그리고 알베르 카뮈가 있다. 예를 들어 푸코의 후기 저작들은 니체의 계보학적 방법을 채택하여 정치를 (자유주의 정치 이론 전통에서 분명히 드러나듯이) 통합하기보다는 분열시키고 파편화하는 반토대주의적 권력 이론을 발전시켰다. 푸코는 범죄 행위, 성 정체성과 행위, 그리고 정신 질환자(몇 가지 예를 들자면)의 체계적인 제도화를 통해 지식이나 진실이 동성애와 같은 "부도덕함"으로부터 정당성 개념을 형성하는 제도와 불가분의 관계에 있음을 보여준다(유명한 권력-지식 방정식에 잘 나타나 있다). 논쟁적으로 니체의 해석가 중 가장 앞선 인물로 여겨지는 들뢰즈는 많은 비난을 받았던 "권력의지" 명제를 마르크스의 상품 잉여 개념, 프로이트의 욕망 개념과 함께 활용하여, 리좀과 같은 개념들과 전통적으로 국가 권력의 "외부"로 여겨졌던 개념들을 명료하게 표현했다.
최근 니체주의적 해석 중 일부는 니체철학의 시의적절하지 않고 정치적으로 논란의 여지가 있는 측면을 강조해 왔다. 니체주의 평론가 키스 앤셀 피어슨은 현대 평등주의적 자유주의자, 사회주의자, 공산주의자, 그리고 아나키스트들이 니체를 자신들의 좌파 정치의 선구자로 주장하는 것의 부조리를 지적했다. "니체가 재평가하고자 하는 가치들은 대체로 연민, 자기희생, 평등권과 같은 이타적이고 평등주의적인 가치들이다. 니체에게 현대 정치는 기독교적 가치의 세속적 유산에 크게 의존한다. (그는 사회주의적 평등 교리를 신 앞에서 모든 영혼의 평등에 대한 기독교적 믿음의 세속화라는 관점에서 해석한다)" Bruce Detwiler의 Nietzsche and the Politics of Aristocratic Radicalism, Fredrick Appel의 Nietzsche contra Democracy, Domenico Losurdo의 Nietzsche, il ribelle aristocratico와 같은 작품은 니체에 대한 널리 퍼진 자유주의적 해석 합의에 도전하고 니체의 엘리트주의는 단순한 미학적 포즈가 아니라 현대 서구의 평등권에 대한 널리 퍼진 믿음에 대한 이념적 공격이었으며 니체를 보수적-혁명적 전통에 위치시켰다고 주장한다.
1. ↑  Nietzsche der Philosoph und Politiker, 8, 63, et passim. Ed. Alfred Baeumler, Reclam 1931